# Denkikan
Denkikan（でんきかん）は、熊本県熊本市中央区のサンロード新市街にある映画館。3スクリーンを有するミニシアターである。1911年（明治44年）に創業し、1995年（平成7年）に現在の電気館ビルが竣工した。

## 歴史

### シャワー通り時代（1911年～1914年）
1911年（明治44年）1月1日、活動弁士の窪寺喜之助（窪寺霞山）により、下通から鷹匠小路に抜ける横丁に電気館が開館した。なお、熊本市出身の映画監督である牛原虚彦は、当時の名称が（電気館ではなく）敷島倶楽部ではなかったかとしている。電気館は熊本市初の常設活動写真館であり、芝居小屋の敷島館を改造した建物だった。当時は東京の浅草にあった浅草電気館の隆盛により、全国各地に電気館という名の活動写真館が開業していた。
大正初期の電気館は主に洋画を、新市街の世界館は主に邦画を上映していた。なお、1913年（大正2年）9月23日には岩崎組によって福岡市博多で2番目の活動写真館が開館しているが、既に熊本で活動写真館経営の実績があった窪寺喜之助に経営が委託され、熊本の電気館に倣って電気館と名付けられている。

### 2代目建物時代（1914年～1928年）

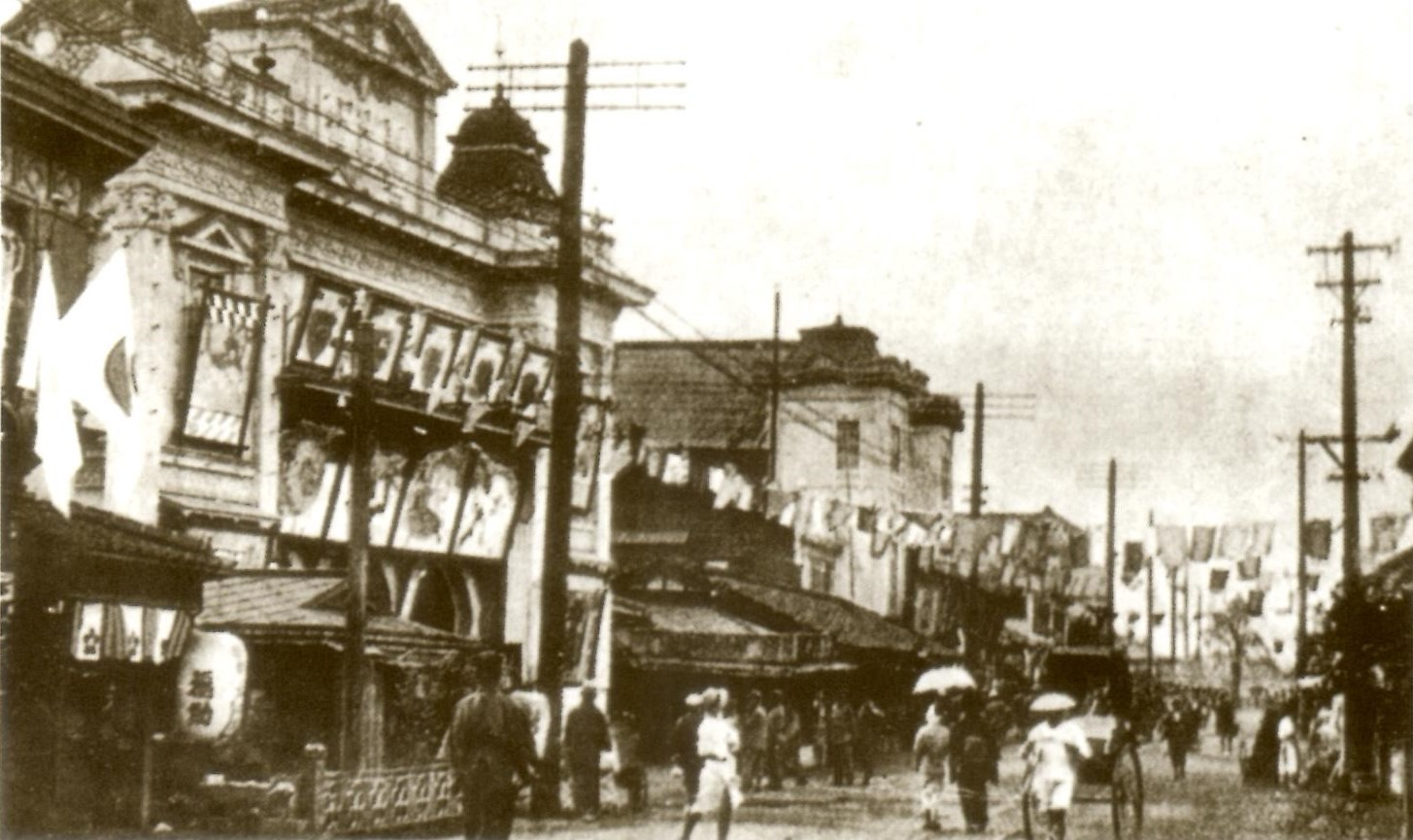
新市街の電気館（左端）と朝日館（中央奥）

明治末期には新市街が熊本市屈指の繁華街となっており、1914年（大正3年）には電気館が新市街に移転した。2代目の建物は松竹キネマ封切館であり、観客定員数は約900名だった。当時の電気館の主任弁士は川島紅花だった。牛原虚彦は1916年（大正5年）に電気館で観たイタリア映画『カビリア』で「活動写真の真価を初めて知る思いをした」「映画開眼の役割をはたしてくれた」と語っている。

### 3代目建物時代（1928年～1995年）
1928年（昭和3年）にはエレベーターもある3代目の建物に建て替えられた。1階には飲食店などのテナントが入り、2階から4階に映画館の電気館が入った。1930年（昭和5年）時点での熊本市には、電気館、世界館、朝日館（いずれも新市街）の3館が存在していた。太平洋戦争中には建物の地下が避難所となることもあった。1945年（昭和20年）7月以降の熊本大空襲によって新市街一帯は焦土と化した。
1953年（昭和28年）6月26日には昭和28年西日本水害によって白川の堤防が決壊し、地下に映画フィルムを取りに行った電気館の主任技師（当時44歳）が殉職した。日本の映画館数がピークに達したのは1958年（昭和33年）であるが、当時の熊本市には電気館と電気館地下劇場を含めて27館もの映画館があった。1959年（昭和34年）9月にはそれまでの大映封切館から日活封切館に転向したが、1961年（昭和36年）4月には松竹封切館となった。

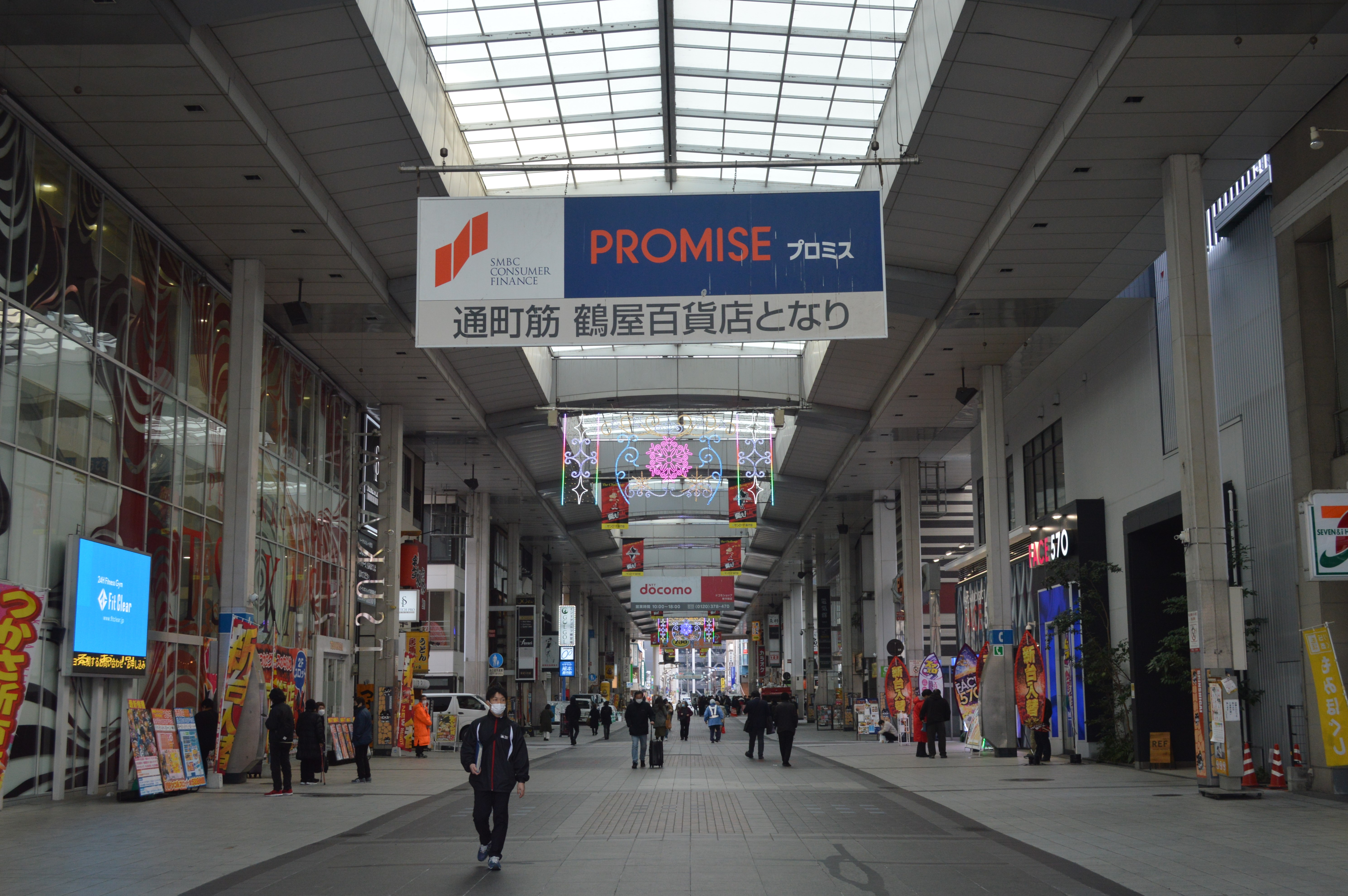
サンロード新市街

1970年代前半に電気館地下劇場が2スクリーンの地下デンキ館・名画デンキ館に改装され、更に同年代後半頃には電気館の上層階部分を改装し、1階を邦画系の熊本松竹劇場・2階を洋画系の電気館とした。
1979年（昭和54年）には電気館が面する新市街に全蓋式アーケードが完成し、サンロード新市街という愛称が付けられた。1980年（昭和55年）時点の熊本市には15館の映画館があったが、うち熊本電気館・熊本松竹劇場・熊本地下デンキ館・熊本名画デンキ館の4館を含む11館が新市街に集中していた。1984年（昭和59年）頃に名画デンキ館は「シネロマン」と改称。更に平成改元後の1989年（平成元年）頃に地下デンキ館が「シネロマン1」に改められ、名画デンキ館から改称したシネロマンが「シネロマン2」となった。
1995年（平成7年）1月29日をもって、1928年（昭和3年）から使用していた建物での営業を終えた。最終日には電気館で『ラストエンペラー』を無料上映し、熊本松竹で『砂の器』を無料上映した。役目を終えたドルビーステレオ、約10台のスピーカー、映写機1台、光源2台、整流器2台などは本渡市の本渡第一映劇に無償で譲渡された。

### 電気館ビル時代（1995年～）

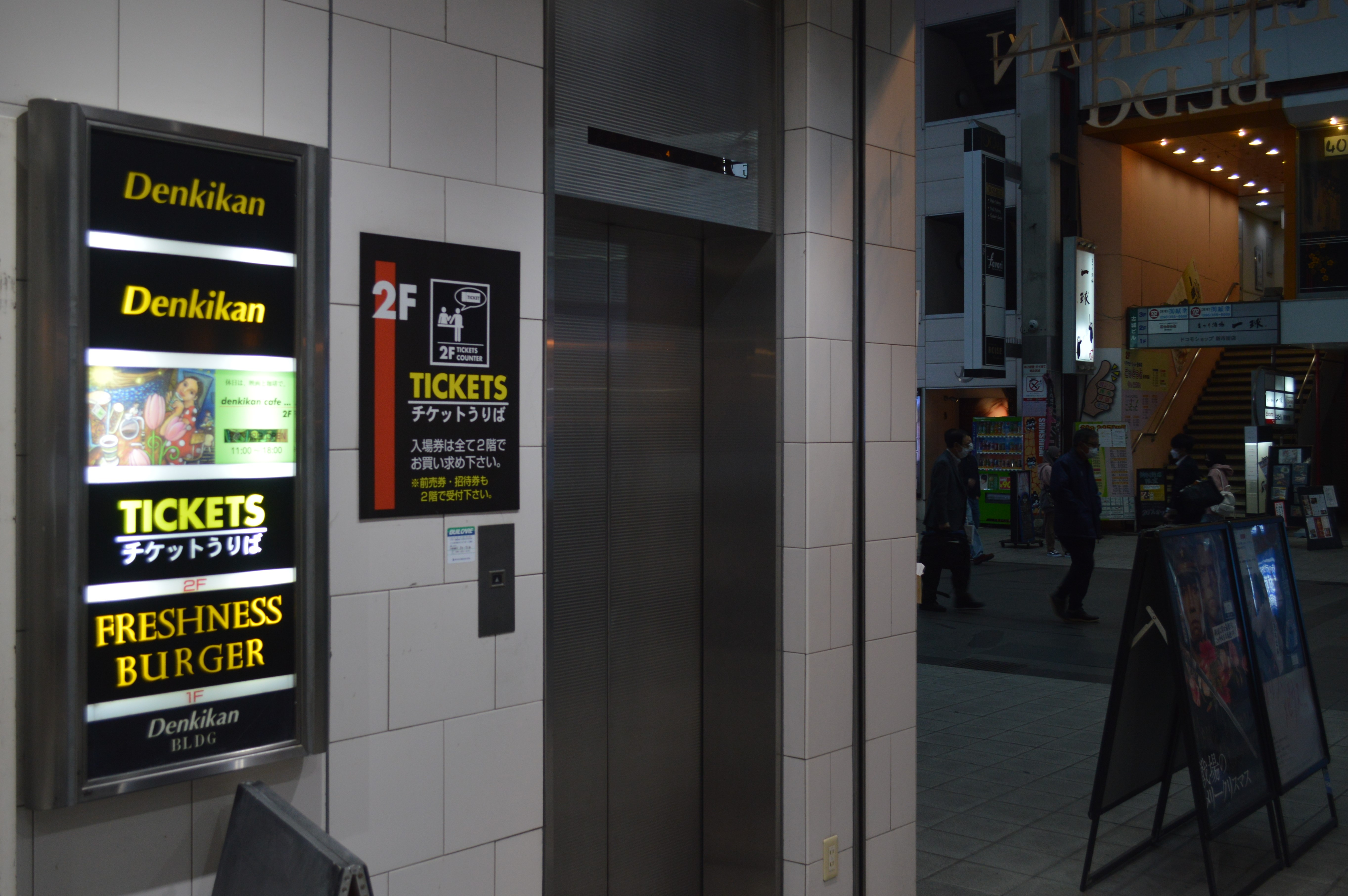
電気館ビルの入口

1995年（平成7年）1月29日の閉館後、同一地点に鉄筋コンクリート造6階建てのビルを建設し、1995年（平成7年）12月23日には映画館3館を有する電気館ビルが開業した。2階には窪寺洋一の三和文化企業が経営者となる110席のDenkikanが入り、3階には西日本松竹興行の熊本松竹2が、5階には西日本松竹興行の熊本松竹1がそれぞれテナントとして入った。各館のオープニング作品はDenkikanが大友克洋監督のアニメ映画『MEMORIES』、熊本松竹2が『男はつらいよ 寅次郎紅の花』と『サラリーマン専科』の二本立、熊本松竹1がシドニー・ポラック監督の『サブリナ』だった。
4代目館主の窪寺洋一は電気館創業者である窪寺喜之助の曾孫に当たる。2003年（平成15年）にはDenkikanオーナーで三和文化企業社長の窪寺洋一が、映画館関係者として初めて日本映画批評家大賞特別賞を受賞した。2006年（平成18年）頃には松竹シネマエンタープライズが熊本松竹1・2の経営から撤退し、電気館ビルにあるDenkikan、熊本松竹1・2の3館すべてが三和文化企業の経営となり、2009年（平成21年）8月1日付で全スクリーン名がDenkikanに統一。2011年（平成23年）には開館100周年を迎えた。
2016年（平成28年）4月14日夜に発生した熊本地震では、ビル入口や壁の一部が損壊したものの、約3週間後には『スポットライト 世紀のスクープ』（トム・マッカーシー監督）を上映して営業を再開した。また2020年（令和2年）以降に新型コロナウイルス感染症が世界的に流行すると、同年4月から5月には緊急事態宣言及びまん延防止等重点措置を理由として約5週間の休館を行った。

## データ
- 所在地：熊本県熊本市中央区新市街8-2 電気館ビル

| 施設                             | スクリーン                             | 座席数 |
| -------------------------------- | -------------------------------------- | ------ |
| 3代目末期 （1990年代前半頃）     | 熊本電気館（2階）                      | 400席  |
| 3代目末期 （1990年代前半頃）     | 熊本松竹（1階）                        | 400席  |
| 3代目末期 （1990年代前半頃）     | シネロマン1（地下1階・旧地下デンキ館） | 120席  |
| 3代目末期 （1990年代前半頃）     | シネロマン2（地下2階・旧名画デンキ館） | 80席   |
| 電気館ビル （1995年12月 - 現在） | スクリーン1（2階）                     | 96席   |
| 電気館ビル （1995年12月 - 現在） | スクリーン2（3階）                     | 140席  |
| 電気館ビル （1995年12月 - 現在） | スクリーン3（5階）                     | 140席  |